# 8137 Kviz
A 8137 Kviz (ideiglenes jelöléssel 1979 SJ) a Naprendszer kisbolygóövében található aszteroida. A Klet program keretében fedezték fel 1979. szeptember 19-én.